# Klubi Sportiv Besa Kavajë 2016-2017
Questa voce raccoglie le informazioni riguardanti il Klubi Sportiv Besa Kavajë nelle competizioni ufficiali della stagione 2016-2017.

## Rosa 2016-2017
Aggiornata al 1º luglio 2016.
| N. |                    | Ruolo | Calciatore      |
| -- | ------------------ | ----- | --------------- |
| 2  | Albania (bandiera) | D     | Skërdian Perja  |
| 7  | Albania (bandiera) | C     | Daniel Rroshi   |
| 11 | Albania (bandiera) | C     | Senad Sallaku   |
| 12 | Albania (bandiera) | P     | Elton Maksuti   |
| 13 | Albania (bandiera) | D     | Bajram Kullolli |
| 16 | Albania (bandiera) | P     | Geri Lika       |
| 19 | Albania (bandiera) | C     | Alked Çelhaka   |
| 31 | Albania (bandiera) | P     | Kejsi Curri     |

| N. |                    | Ruolo | Calciatore       |
| -- | ------------------ | ----- | ---------------- |
|    | Albania (bandiera) | D     | Besmir Kullolli  |
|    | Albania (bandiera) | D     | Aldo Xhafa       |
|    | Albania (bandiera) | C     | Arben Togu       |
|    | Albania (bandiera) | C     | Xhuljo Çolla     |
|    | Albania (bandiera) | A     | Egli Trimi       |
|    | Albania (bandiera) | A     | Blerim Krasniqi  |
|    | Albania (bandiera) | A     | Darlien Bajaziti |